# 神宮寺 (徳島県つるぎ町)
神宮寺（じんぐうじ）は、徳島県美馬郡つるぎ町にある真言宗御室派の寺院である。山号は龍頭山。院号は医王福院。本尊は薬師如来。新四国曼荼羅霊場69番札所。阿波西国三十三観音霊場8番札所。

## 歴史
寺伝によると、724年（神亀3年）に美馬町の中鳥に忌部神宮寺として創建。その後、西地に移転し、1754年（宝暦4年）に火災の為に現在地に移された。
境内には20cmほどの牡丹が咲くことで知られており、楊貴妃と名付けられた牡丹や、薬師堂裏側にある樹齢約70年のものもある。

## 文化財
つるぎ町指定有形文化財
- 大師堂 - 1977年（昭和52年）3月1日に指定。宝暦初期（1742年-1753年）の建築で、つるぎ町内の寺社建築物では最古。

## 前後の札所
新四国曼荼羅霊場
68番 願勝寺 ---- 69番 神宮寺 ---- 70番 東福寺

## 交通
- 徳島自動車道「美馬インターチェンジ」より車で約15分。